# Alajuela (província)
Alajuela é uma província da Costa Rica, sua capital é a cidade de Alajuela. Tem 9 757 km² e mais de 1 milhão de habitantes, segundo censo de 2018.

## Geografia
É limitada em parte pela Nicarágua. A sul e oeste é montanhosa e atravessada pelos extremos das cordilheiras Central e Vulcânica, com o vulcão Poas de 2.760 m; a restante parte do território é plana. A província é banhada pelos rios Cucaraja, Zapote e Frio, que desaguam no lago Nicarágua; O Pocolsolito; Poco Sol e San Carlos, afluentes do Rio San Juán; e ainda , o Jesús Maria e Barranca, que desaguam no Oceano Pacífico.

## Economia
Economicamente, a província cultiva café, milho, feijão, arroz, cana-de-açúcar e ananás. Possui uma riqueza florestal. Nos montes Aguacate existem minas de ouro.

## Cantões
Esta província está dividida em 15 cantões e 107 distritos. Os cantões são:
| Cantões da província de Alajuela | Cantão (capital): 1. Alajuela (Alajuela) 2. Alfaro Ruiz (Zarcero) 3. Atenas (Atenas) 4. Grecia (Grecia) 5. Guatuso (San Rafael) 6. Los Chiles (Los Chiles) 7. Naranjo (Naranjo) 8. Orotina (Orotina) 9. Palmares (Palmares) 10. Póas (San Pedro) 11. San Carlos (Ciudad Quesada) 12. San Mateo (San Mateo) 13. San Ramón (San Ramón) 14. Upala (Upala) 15. Valverde Vega (Sarchí) |

## Pátria de Santamaría
Alajuela é famosa por ser a pátria do herói costa-riquenho Juan Santamaría.  (alcunhado de  erizo ou ouriço-cacheiro) o mais bem conhecido costa-riquenho durante a Campanha de  1856-1857 quando a Costa Rica  Costa Rica  derrotou o exército do esclavagista norte-americano William Walker. Foi na sede da província que em 25 de Novembro de 1821 foi proclamada a independência da Costa Rica.

## Futebol
Alajuela é a sede do campeão da Costa Rica da época 2004-2005  e futebol, o clube Liga Deportiva Alajuelense.

## Cidades-irmãs
- Ibaraki -  Japão
- San Bartolomé de Tirajana -  Espanha
- Leipzig -  Alemanha